# NMOS
Az NMOS (n-típusú fém–oxid–félvezető) egy integrált kapcsolóknál logikai kapcsolók létrehozására használt félvezető-technika. Csak n-csatornás fém–oxid–félvezető mezőhatás-tranzisztorokat (n-csatornás MOSFET) használ.
Az NMOS-t az 1970-es és 1980-as években használták digitális logikai kapcsolókhoz, például mikroprocesszorokhoz. Manapság kis léptékben alkalmazzák, mivel szinte teljesen felváltotta a CMOS logika kisebb teljesítményvesztesége miatt.

## Felépítés
Az NMOS-logika egy egyszerű NAND-kapuval érthető meg könnyen. Egy NAND-kapu bemenetei A és B, kimenete Y. A terhelő R ellenállás hátránya, hogy integrált áramkörökön sok helyet foglal. Az NMOS első változatában minden ellenállást önzáró n-csatornás FET helyettesített, így csak önzáró n-csatornás MOSFET kellett. Ennek előnye volt, hogy kevesebb lépés kellett az IC előállításához, azonban hátrányt jelentett a két szükséges ellenállás.
Ezt javították azzal, ha a fenti terhelő tranzisztort a mellette lévő ábrán lévő önvezető n-csatornás MOSFET-tel helyettesítették. Ez is bemutatja az NMOS-logikai kapcsolók kapcsolási elvét. Így csupán egy ellátási feszültség kellett, és kisebb volt a veszteség, azonban a bonyolult előállítás hátrány volt, mivel a vezető T1 tranzisztor legalább egy lépéssel többet és több helyet igényelt a kapcsolótranzisztornál.
A terhelő tranzisztor az NMOS-nál nagyjából egyenáramú forrásként működik, így a veszteség kisebb, mint konstans értékű R terhelő ellenállásnál. Ha az önvezető T1 tranzisztor forrás/cél diffúziója alacsony ellenállású, elég a NAND-kapuhoz 4 maszk, magas ellenállás mellett legalább 5 kell.
A korábbi, könnyebben előállítható és csak p-csatornás MOSFET-eket PMOS-logikával szemben az n-csatornás MOSFET-ek előnye, hogy csak negatív töltések, elektronok haladnak a mezőhatás-tranzisztorban. Ezek könnyebben mozognak, mint a p-csatornás MOSFET-ekben a pozitív töltésű elektronlyukak. Ennek előnye a PMOS-kapukkal elérhetőnél magasabb elérhető kapcsolási frekvencia.
A gyártási folyamatok fejlődése miatt ez az előny másodlagossá vált, és a CMOS-nál az önzáró p- és n-csatornás MOSFET-ek együtt jelentősen kisebb veszteséggel voltak használhatók az NMOS-nál. Az NMOS hátrányai a CMOS-hoz képest:
- Nagyobb felület szükséges, nagyobb áramhasználatot jelentve.
- Egy NMOS-kapu kimeneti vesztesége statikus logikai 0 állapotban nagyobb.

Az NMOS kisebb szerkezeti nagyságú és sűrűbb kiterjesztése a HMOS.
Brazil és kolumbiai kutatók sikeresen módosították NMOS-tranzisztorok feszültséghatárát az oxidáció előtt a szilíciumba helyezett arzénnel.

## Fordítás
Ez a szócikk részben vagy egészben  a   NMOS-Logik című német Wikipédia-szócikk ezen változatának fordításán alapul.  Az eredeti cikk szerkesztőit annak laptörténete sorolja fel. Ez a jelzés csupán a megfogalmazás eredetét és a szerzői jogokat jelzi, nem szolgál a cikkben szereplő információk forrásmegjelöléseként.